# Państwowa Akademia Medyczna im. I.I. Miecznikowa w Petersburgu
Państwowa Akademia Medyczna im. I.I. Miecznikowa w Petersburgu (ros. Санкт-Петербургская государственная медицинская академия им. И. И. Мечникова) – rosyjska państwowa uczelnia medyczna. 
Od założenia w 1907 roku uczelnię ukończyło około 35000 lekarzy. Początkowo działała jako Instytut Psychoneurologiczny, którego założycielem i pierwszym dyrektorem był Władimir Biechtieriew. W 1920 roku uczelnia została przemianowana na 2. Leningradzki Instytut Medyczny i połączona ze szpitalem im. I.I. Miecznikowa. Od 1946 do 1995 funkcjonowała pod nazwą Leningradzkiego Sanitarno-Higienicznego Medycznego Instytutu.
Na uczelni wykładał m.in. Stanisław Karol Władyczko – polski lekarz neurolog i psychiatra, profesor.